# لیدسن
لیدسن (پرتغالی: Liédson؛ زادهٔ ۱۷ دسامبر ۱۹۷۷) یک بازیکن فوتبال در پست مهاجم اهل پرتغال است.

## باشگاهی
از باشگاه‌هایی که در آن بازی کرده‌است می‌توان باشگاه فوتبال کوریتیبا، باشگاه فوتبال فلامینگو، باشگاه فوتبال کورینتیانس،  اسپورتینگ لیسبون و پورتو اشاره کرد

## تیم ملی
وی همچنین در تیم ملی فوتبال پرتغال بازی کرده است.